# Schlacht bei Näfels (1388)
Die Schlacht bei Näfels  im Kanton Glarus in der Schweiz fand am Donnerstag, 9. April 1388 statt. Sie war die letzte Schlacht des Konfliktes zwischen den Habsburgern und den Eidgenossen.

## Vorgeschichte
Nach dem Bündnis des Landes Glarus mit der Eidgenossenschaft 1352 gewann die alte Stadt Weesen für die Habsburger strategische Bedeutung, da es nun den Ausgang aus dem Glarnerland sperrte und gleichzeitig den Ost-West-Verkehr von Walenstadt nach Rapperswil und Zürich über den Wasserweg Walensee-Maag-Linth kontrollierte. 
Nach der Schlacht bei Sempach am 9. Juli 1386 zogen die Eidgenossen vor das habsburgische Städtchen Weesen am Walensee und besetzten es und zwangen die Einwohner zur Huldigung.  Auch die Glarner erhoben sich gegen die Habsburger, denn diese besassen im Glarnerland noch Rechte. Die Glarner zerstörten die Burg Windegg und beschlossen in einer Landsgemeinde am 11. März 1387 ihr erstes eigenes Landgesetz. Dieser Beschluss bedeutete die Loslösung von der habsburgischen Herrschaft. 
Die Habsburger liessen sich dies nicht gefallen. 1388 öffneten die Einwohner von Weesen der Überlieferung zufolge den Truppen des österreichischen Herzogs Albrecht III. von Habsburg heimlich die Stadttore, so dass es in der Nacht vom 21. zum 22. Februar zur «Mordnacht von Weesen» kam, in der ein grosser Teil der eidgenössischen Besatzung, die meisten davon Glarner, im Schlaf überrascht und getötet wurde.

## Die Schlacht

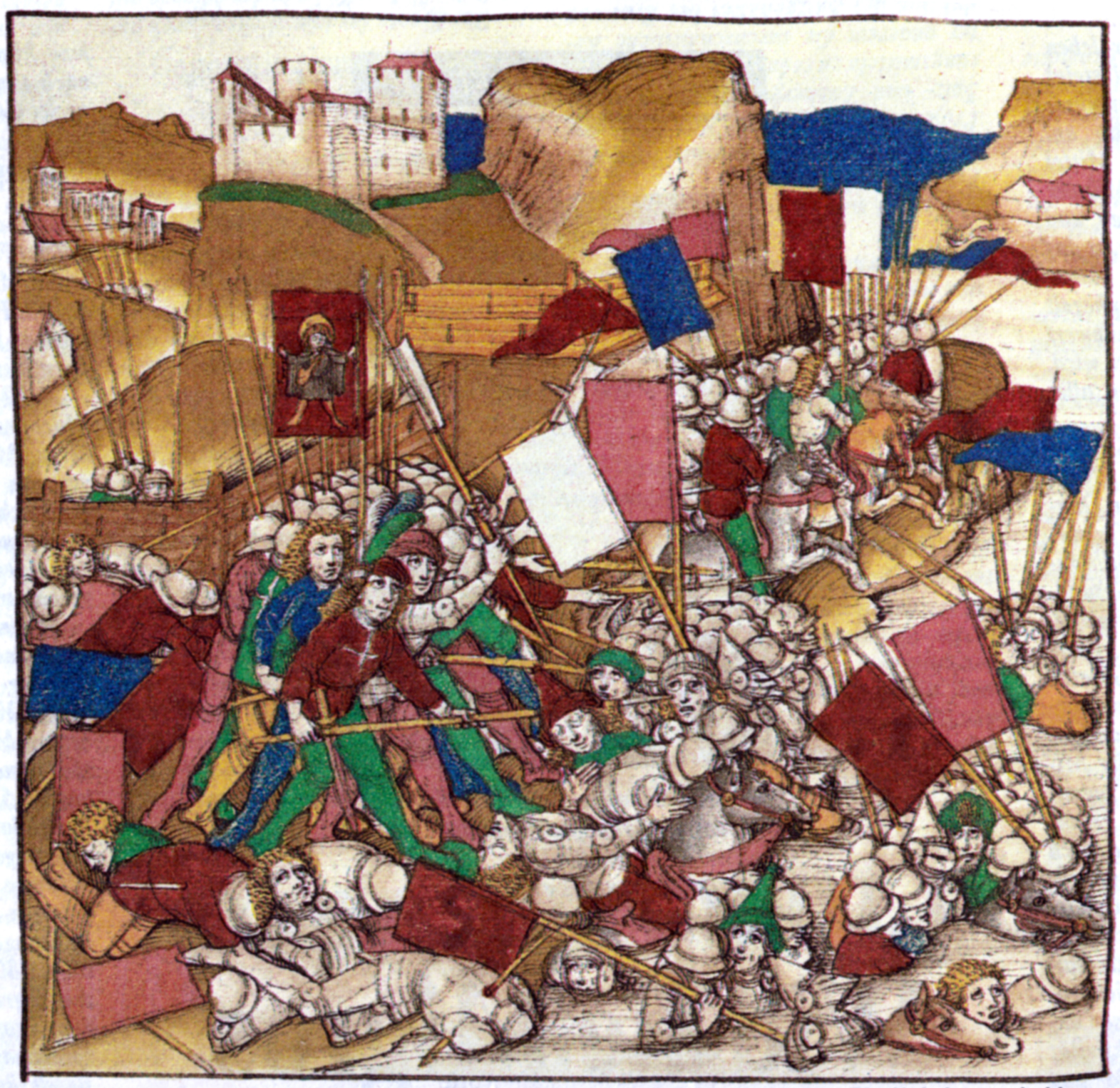
Darstellung der Schlacht in der Spiezer Chronik

Zwei Monate später brach das in Weesen zusammengezogene habsburgische Heer von 600 Mann zu Pferd und gegen 6000 Mann Fussvolk ins Linthtal ein und überrannte am 9. April 1388 die von nur 300 Glarnern verteidigte Linie (Letzimauer). Die Habsburger drangen darauf plündernd das Tal hinauf und überfielen Näfels, Mollis, Netstal und Glarus. Die herbeigeeilten Glarner, verstärkt durch einige Urner, Schwyzer und Männer aus Unterwalden, die trotz Schnee und Regen über den Pragelpass herbeigeeilt waren, sammelten sich hinter Näfels am Rautiberg. Als die habsburgischen Hauptleute diese kleine Streitmacht erblickten, zogen sie ihre Truppen, die bereits mit Plündern beschäftigt waren, zusammen und griffen die etwa 600 Eidgenossen an. Steine und Felsblöcke wurden darauf in die Reitertruppe der Habsburger geworfen. Die Glarner benutzten die Verwirrung bei den Feinden und trieben sie in die Flucht; viele von ihnen starben im Sumpf bei Weesen.
Nach der Schlacht suchten beide Parteien den Frieden, der zunächst einmal auf sieben Jahre festgesetzt wurde. Bevor er ablief, wurde er 1394 um weitere zwanzig Jahre verlängert. Habsburg verzichtete auf alle Rechte in den acht alten Orten und verlor damit den Zugang zu den Alpenpässen.

## Näfelser Fahrt
Seither ist im Kanton Glarus jeder erste Donnerstag im April ein kantonaler Feiertag. Dann findet die Näfelser Fahrt (Dialekt, gesprochen: ‚Näfleser’ Fahrt) statt, bei der zahlreiche Einwohner zu Fuss nach Näfels ziehen und dort mit einer Feier der Schlacht gedenken. In der Tradition der eidgenössischen Schlachtjahrzeiten spielte die Fahrt eine wichtige Rolle bei der Ausbildung des Glarner Gemeinwesens und Nationalbewusstseins. Beginnend gegen 7.00 morgens am Zeughaus in Glarus wandern die Bürger, Musikkapellen und eine Abordnung der Armee entlang der traditionellen Strecke zum Schlachtdenkmal an der Letzi in Näfels. Unterwegs erinnert man an die Opfer der Schlacht, die namentlich mit Herkunftsort verlesen werden und passiert kleinere Einzeldenkmäler. Unterwegs spricht ein Mitglied der Regierung im Schneisigen und jährlich predigt abwechselnd ein reformierter Pastor oder katholischer Priester am Fahrtsplatz in Näfels.

## Nach der Schlacht
Im Jahre 1388 wurde ein Grossteil der 54 eidgenössischen Opfer der Schlacht in der damaligen Pfarrkirche Mollis beigesetzt. Heute erinnert eine 1839 angebrachte Tafel an die in der Schlacht gefallenen Glarner. 
Die Opfer auf Seiten der Habsburger wurden zunächst an der Letzi verscharrt. Erstmals erwähnt in der sog. Klingenberger Chronik, die dem Rapperswiler Stadtschreiber Eberhard Wüest um 1450 zugeschrieben wird, ersuchte Abt Bilgeri von Wagenberg nach der Schlacht bei Näfels die Glarner um die Erlaubnis, die habsburgischen Gefallenen in einem eigenen Friedhof zu bestatten und eine Gedächtniskirche zu errichten. Als ihm die Glarner dies verweigerten, bat er, die Toten angemessen bestatten zu dürfen. Am 29. oder 30. November 1389 grub Abt Bilgeri 579 Gefallene aus der ungeweihten Erde aus und überführte die Opfer ins Kloster Rüti, darunter  seinen Bruder Ritter Johann von Klingenberg, der mit Heinrich von Randegg einer der Anführer der habsburgischen Truppen gewesen und in der Schlacht gefallen war. 1982 bestätigten archäologische Grabungen in Rüti die Schilderungen in der Klingenberger Chronik.
Spätestens seit dem 16. Jahrhundert wurde die Schlacht bei Näfels in der eidgenössischen Chronistik als Parallele zu den Kämpfen der Innerschweizer Befreiungstradition behandelt, insbesondere durch Aegidius Tschudi. Dieser Tendenz folgen die frühneuzeitlichen Lieder, welche die Schlacht zum Thema haben. Aus dem 16. und 17. Jahrhundert sind in handschriftlicher und gedruckter Form vier teils voneinander abhängige Näfelser Schlachtlieder überliefert.

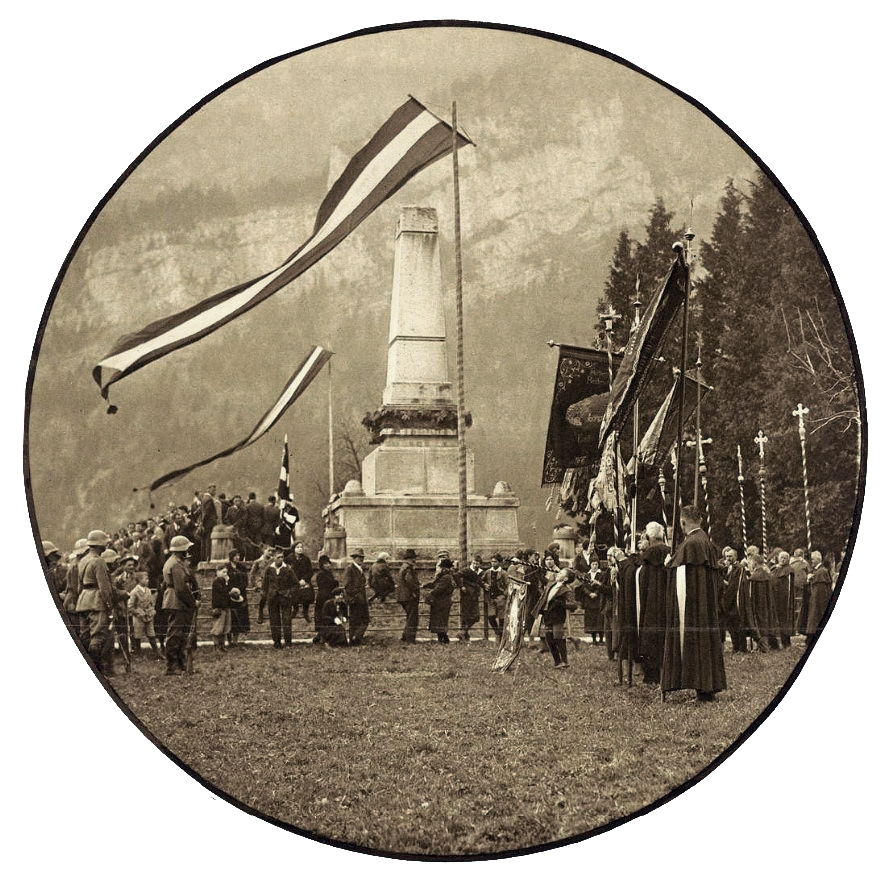
Denkmal für die Die Schlacht bei Näfels, 6. April 1933

Nach der Niederlage des Herzogs bei Näfels am 9. April 1388 zerstörten die Glarner und Eidgenossen als Racheakt die habsburgische Stadt Weesen und setzten im Friedensschluss 1394 durch, dass die Stadt nicht wieder aufgebaut werden durfte. Auf dem Areal der alten Stadt wurde erst 1838 mit dem Bau des Schulhauses erstmals wieder gebaut. 